# Lewis W. Physioc
Lewis W. Physioc (Carolina del Sud, 30 giugno 1879 – Los Angeles, 16 gennaio 1972) è stato un effettista e direttore della fotografia statunitense che iniziò la sua carriera ai tempi del muto.
Lasciata negli anni trenta la professione di direttore della fotografia, ritornò al cinema negli anni quaranta occupandosi degli effetti speciali, collaborando - non accreditato - a oltre una quarantina di film, molti dei quali erano di genere western.

## Filmografia

### Direttore della fotografia
- Rolling Stones, regia di Del Henderson (1916)
- The Kiss, regia di Dell Henderson (1916)
- A Coney Island Princess, regia di Dell Henderson (1916)
- A Girl Like That, regia di Dell Henderson (1917)
- The Long Trail, regia di Howell Hansel (1917)
- Bab's Diary
- Bab's Burglar
- The Antics of Ann

- Upstairs and Down, regia di Charles Giblyn (1919)
- The Glorious Lady, regia di George Irving (1919)

### Scenografo
- When Rome Ruled, regia di George Fitzmaurice (1914)